# Liste der Monuments historiques in Tende
Die Liste der Monuments historiques in Tende führt die Monuments historiques in der französischen Gemeinde Tende auf.

## Liste der Bauwerke
| Bezeichnung                                    | Beschreibung | Standort                 | Kennzeichnung | Schutzstatus   | Datum     | Bild           |
| ---------------------------------------------- | ------------ | ------------------------ | ------------- | -------------- | --------- | -------------- |
| Stiftskirche Notre-Dame-de-l’Assomption        |              | (Lage)                   | PA00080880    | Classé         | 1949      | weitere Bilder |
| Chapelle de l’Annonciation                     |              | Rue Cotta (Lage)         | PA00080877    | Classé         | 1950      | weitere Bilder |
| Chapelle de la Miséricorde                     |              | Rue Cotta (Lage)         | PA00080878    | Classé         | 1950      | weitere Bilder |
| Gravures rupestres de la vallée des Merveilles |              | (Lage)                   | PA00080881    | Classé Inscrit | 1989 1987 | weitere Bilder |
| Chapelle Saint-Sauveur                         |              | (Lage)                   | PA00080879    | Classé         | 2000      |                |
| Chapelle de l’Annonciade                       |              | 55, rue de France (Lage) | PA06000014    | Classé         | 2003      | weitere Bilder |

## Liste der Objekte
Zum Verständnis siehe: Kirchenausstattung
- Monuments historiques (Objekte) in Tende in der Base Palissy des französischen Kultusministeriums